# 大宅賀是麻呂
大宅 賀是麻呂（おおやけ の かぜまろ、生没年不詳）は、奈良時代の官人。名は可是麻呂とも加是麻呂とも記される。大宅広麻呂の子。姓は朝臣。官位は散位・大初位上。大養徳国添上郡志茂郷、のち大宅郷の戸主。東大寺東南院文書中に多数の奴婢の所有者として名を残している。

## 経歴
聖武朝の天平13年（741年）閏3月、少初位下の時、右京職から5人、同年6月山背国司から28人、同15年（743年）9月、摂津職から13人の奴婢をそれぞれの部内の賤主の戸より大養徳国司へ、養老年間の大宅広麻呂の訴えに基づいて除籍し、賀是麻呂の方に編附する旨を通知した。摂津職は同15年（743年）9月にさらに島上郡司にこの旨を通告している。
上述のように、奴婢たちは賀是麻呂の戸籍に書類上は移されたが、実際は各地に分かれて居住し、公民として遇されていた。そこで、孝謙朝の天平勝宝元年（749年）11月、散位・大初位上の時、賀是麻呂の所有している奴36人、婢25人の合計奴婢61人を東大寺に寄進している。翌2年（750年）それらの奴婢の中で、奴38人中31人と婢23人中18人が賀是麻呂の籍に附されていたが、ほかが「未除本籍」となっており、同年9月の東大寺への貢納奴婢の中で、奴3人と婢4人、奴4人と婢4人が見来されており、同年10月にも婢2人が見来されたようである。同3年（751年）3月、茨田久比麻呂らと良賤を争い、東大寺奴婢18人（見寺侍17人）が庚午年籍より五比七比の祖父母籍に良人として貫され、賤民ではないと訴えられている。東大寺では舎人や寺奴を派遣して駆り集めたようであるが、6名の女子とその子18名を集めたに過ぎなかった。
同8歳（756年）3月、東大寺貢納奴婢の中から3人が逃亡し、称徳朝の天平神護3年（767年）3年7月、東大寺に貢進した「奴婢帳一巻、印無」があったことが見えている。光仁朝の宝亀3年（772年）12月の「東大寺奴婢籍帳」には、その中の18人の名前が見られる。
なお、大原櫛上の奴婢売買券文の裏書きに「一巻賀是麻呂奴帳、一枚大宅解文」とある

## 官歴
『寧楽遺文』・『大日本古文書』による。
- 天平13年（741年）閏3月：見少初位下
- 天平勝宝元年（749年）11月：見散位・大初位上